# Argynnis baralacha
Argynnis baralacha is een vlinder uit de familie van de Nymphalidae. De wetenschappelijke naam van de soort is voor het eerst geldig gepubliceerd in 1882 door Frederic Moore.